# الی ماتسون
الی ماتسون (انگلیسی: Eli Matheson؛ زادهٔ ۱۲ ژوئیهٔ ۱۹۸۳) از برندگان مدال‌های بازی‌های المپیک تابستانی و بازیکن هاکی روی چمن اهل استرالیا است.